# Aauri Bokesa
Aauri Lorena Bokesa Abia (Madrid, 14 de diciembre de 1988) es una deportista española que compaginó durante un tiempo las temporadas de baloncesto y atletismo, defendiendo las camisetas del Club Baloncesto Estudiantes femenino y de la AD Marathon respectivamente. Ha sido internacional con la selección española en ambos deportes, en baloncesto en las categorías de formación. Sus padres provienen de Guinea Ecuatorial.

## Como baloncestista
Ha sido seleccionada en categorías de formación (desde U-16 a U-20) en la selección española de baloncesto femenino. Comenzó jugando a baloncesto en el Baloncesto Fuenlabrada y jugó en el Club Baloncesto Estudiantes desde la temporada 2004-05 hasta la 2009-10. Mide 1,83 cm de altura y jugaba en la posición de alero. Destacaba por su gran capacidad atlética y de salto.

### Palmarés

#### Con la selección española
- Cuarta, con la selección española sub-20, en el Campeonato de Europa de 2008 en Chietti, Pescara y Sulmona, Italia[2]
- Campeona, con la selección española sub-18, en el Campeonato de Europa de 2006 en Tenerife.[3]
- Campeona, con la selección española sub-16, en el Campeonato de Europa de 2004 en Italia.[4]
- Subcampeona, con la selección española sub-18, en el Campeonato de Europa de 2005 en Budapest[5]
- Cuarta, con la selección española sub-19, en el Campeonato del Mundo de 2007 en Bratislava

#### Con clubes
- Campeona de la liga femenina de baloncesto de Segunda División con Estudiantes, en la temporada 2007/08

### Clubes
- Fuenlabrada y Estudiantes: categorías de formación
- Estudiantes: 2006-07, 2007-08, 2008-09 y 2009-10

## Como atleta
Comenzó en el atletismo por casualidad. La AD Marathon, clásico club madrileño de atletismo, se había quedado sin ninguna atleta para cubrir la prueba de 400 metros lisos, y la hermana del preparador físico del Estudiantes había oído hablar de sus cualidades como atleta por medio de su hermano, por lo que surgió que hablara con ella para ocupar dicha vacante. Aauri aceptó y después de unas básicas explicaciones de como tenía que ponerse en los tacos y afrontar la carrera, participó y alcanzó el tercer lugar en meta.
En su segunda carrera de 400 metros logró la marca mínima exigida para poder competir en los campeonatos de España de atletismo absolutos, a pesar de tener 18 años y competir aún en categoría junior.
Posteriormente practicó todas las pruebas de la velocidad lisa, aunque su prueba principal siempre han sido los 400 metros. Ha ganado varios campeonatos de España, siendo además la líder nacional del 400 m en 2009, 2011, 2012, 2013, 2015 y 2016. Además, ha representado a su país en numerosas competiciones internacionales, tanto en la prueba individual de 400 metros como en el relevo 4 x 400 metros.
En 2021 participó en el relevo 4 × 400 m mixto de los Juegos Olímpicos de Tokio, donde batió el récord de España de la modalidad junto a Samuel García, Laura Bueno y Bernat Erta. Pese a ello, y tras una serie de reclamaciones, no lograron alcanzar la final. También alcanzó la semifinal de la prueba individual de 400 metros, en la que consiguió su mejor marca personal; volvió a mejorar esa marca unas semanas después, durante una reunión atlética celebrada en Suiza.
Desde 2014 pertenece al Club "Nike Running" y fue miembro del "Valencia Terra i Mar" entre 2011 y 2013.

### Palmarés nacional
- Campeona de España Absoluta de 400 m al aire libre: 2009, 2011, 2012, 2013, 2015, 2016, 2019
- Campeona de España Absoluta de 400 m en pista cubierta: 2012, 2013, 2014, 2016, 2021
- Campeona de España sub-23 de 400 m: 2009, 2010

### Competiciones internacionales
| Representando a España \| Año \| Competición \| Sede \| Puesto \| Prueba \| Marca \| \| ---- \| -------------------------------------- \| -------------- \| ----------------- \| --------------- \| ------- \| \| 2009 \| Campeonato de Europa sub-23 \| Kaunas \| 12.º (sf.) \| 400 m \| 54.25 \| \| 2010 \| Campeonato Iberoamericano \| San Fernando \| 11.º (s.) \| 400 m \| 56.05 \| \| 2010 \| Campeonato Iberoamericano \| San Fernando \| 4.º \| 4 × 400 m \| 3:37.49 \| \| 2011 \| Universiada \| Shenzhen \| 15.º (sf.) \| 400 m \| 54.09 \| \| 2012 \| Campeonato de Europa \| Helsinki \| 10.º (sf.) \| 400 m \| 52.47 \| \| 2012 \| Campeonato de Europa \| Helsinki \| 12.º (s.) \| 4 × 400 m \| 3:38.00 \| \| 2012 \| Juegos Olímpicos \| Londres \| 35.º (s.) \| 400 m \| 53.67 \| \| 2013 \| Campeonato de Europa en Pista Cubierta \| Gotemburgo \| 14.º (s.) \| 400 m \| 53.61 \| \| 2013 \| Campeonato del Mundo \| Moscú \| 17.º (sf.) \| 400 m \| 51.94 \| \| 2014 \| Campeonato de Europa \| Zúrich \| 8.º \| 400 m \| 52.39 \| \| 2015 \| Campeonato de Europa en Pista Cubierta \| Praga \| 16.º (s.) \| 400 m \| 53.80 \| \| 2015 \| Campeonato del Mundo \| Pekín \| 38.º (s.) \| 400 m \| 52.98 \| \| 2016 \| Campeonato de Europa \| Ámsterdam \| 10.º (sf.) \| 400 m \| 52.39 \| \| 2016 \| Campeonato de Europa \| Ámsterdam \| 14.º (s.) \| 4 × 400 m \| 3:33.57 \| \| 2016 \| Juegos Olímpicos \| Río de Janeiro \| 47.º (s.) \| 400 m \| 53.51 \| \| 2017 \| Campeonato de Europa en Pista Cubierta \| Belgrado \| 15.º (sf.) \| 400 m \| 53.80 \| \| 2018 \| Juegos Mediterráneos \| Tarragona \| Medalla de bronce \| 4 × 400 m \| 3:31.54 \| \| 2018 \| Campeonato de Europa \| Berlín \| 11.º (s.) \| 4 × 400 m \| 3:33.18 \| \| 2019 \| Campeonato Europeo por Equipos \| Bydgoszcz \| 11.º \| 400 m \| 54.11 \| \| 2019 \| Campeonato Europeo por Equipos \| Bydgoszcz \| 7.º \| 4 × 400 m \| 3:32.72 \| \| 2021 \| Campeonato de Europa en Pista Cubierta \| Toruń \| 31.º (s.) \| 400 m \| 53.64 \| \| 2021 \| Juegos Olímpicos \| Tokio \| 21.º \| 400 m \| 51.57 \| \| 2021 \| Juegos Olímpicos \| Tokio \| 10.º (s.) \| 4 × 400 m mixto \| 3:13.29 \| \| 2022 \| Campeonato del Mundo \| Eugene \| 13.º (s.) \| 4 × 400 m \| 3:32.87 \| \| 2022 \| Campeonato de Europa \| Múnich \| 8.º \| 4 × 400 m \| 3:29.70 \| | Representando a España \| Año \| Competición \| Sede \| Puesto \| Prueba \| Marca \| \| ---- \| -------------------------------------- \| -------------- \| ----------------- \| --------------- \| ------- \| \| 2009 \| Campeonato de Europa sub-23 \| Kaunas \| 12.º (sf.) \| 400 m \| 54.25 \| \| 2010 \| Campeonato Iberoamericano \| San Fernando \| 11.º (s.) \| 400 m \| 56.05 \| \| 2010 \| Campeonato Iberoamericano \| San Fernando \| 4.º \| 4 × 400 m \| 3:37.49 \| \| 2011 \| Universiada \| Shenzhen \| 15.º (sf.) \| 400 m \| 54.09 \| \| 2012 \| Campeonato de Europa \| Helsinki \| 10.º (sf.) \| 400 m \| 52.47 \| \| 2012 \| Campeonato de Europa \| Helsinki \| 12.º (s.) \| 4 × 400 m \| 3:38.00 \| \| 2012 \| Juegos Olímpicos \| Londres \| 35.º (s.) \| 400 m \| 53.67 \| \| 2013 \| Campeonato de Europa en Pista Cubierta \| Gotemburgo \| 14.º (s.) \| 400 m \| 53.61 \| \| 2013 \| Campeonato del Mundo \| Moscú \| 17.º (sf.) \| 400 m \| 51.94 \| \| 2014 \| Campeonato de Europa \| Zúrich \| 8.º \| 400 m \| 52.39 \| \| 2015 \| Campeonato de Europa en Pista Cubierta \| Praga \| 16.º (s.) \| 400 m \| 53.80 \| \| 2015 \| Campeonato del Mundo \| Pekín \| 38.º (s.) \| 400 m \| 52.98 \| \| 2016 \| Campeonato de Europa \| Ámsterdam \| 10.º (sf.) \| 400 m \| 52.39 \| \| 2016 \| Campeonato de Europa \| Ámsterdam \| 14.º (s.) \| 4 × 400 m \| 3:33.57 \| \| 2016 \| Juegos Olímpicos \| Río de Janeiro \| 47.º (s.) \| 400 m \| 53.51 \| \| 2017 \| Campeonato de Europa en Pista Cubierta \| Belgrado \| 15.º (sf.) \| 400 m \| 53.80 \| \| 2018 \| Juegos Mediterráneos \| Tarragona \| Medalla de bronce \| 4 × 400 m \| 3:31.54 \| \| 2018 \| Campeonato de Europa \| Berlín \| 11.º (s.) \| 4 × 400 m \| 3:33.18 \| \| 2019 \| Campeonato Europeo por Equipos \| Bydgoszcz \| 11.º \| 400 m \| 54.11 \| \| 2019 \| Campeonato Europeo por Equipos \| Bydgoszcz \| 7.º \| 4 × 400 m \| 3:32.72 \| \| 2021 \| Campeonato de Europa en Pista Cubierta \| Toruń \| 31.º (s.) \| 400 m \| 53.64 \| \| 2021 \| Juegos Olímpicos \| Tokio \| 21.º \| 400 m \| 51.57 \| \| 2021 \| Juegos Olímpicos \| Tokio \| 10.º (s.) \| 4 × 400 m mixto \| 3:13.29 \| \| 2022 \| Campeonato del Mundo \| Eugene \| 13.º (s.) \| 4 × 400 m \| 3:32.87 \| \| 2022 \| Campeonato de Europa \| Múnich \| 8.º \| 4 × 400 m \| 3:29.70 \| | Representando a España \| Año \| Competición \| Sede \| Puesto \| Prueba \| Marca \| \| ---- \| -------------------------------------- \| -------------- \| ----------------- \| --------------- \| ------- \| \| 2009 \| Campeonato de Europa sub-23 \| Kaunas \| 12.º (sf.) \| 400 m \| 54.25 \| \| 2010 \| Campeonato Iberoamericano \| San Fernando \| 11.º (s.) \| 400 m \| 56.05 \| \| 2010 \| Campeonato Iberoamericano \| San Fernando \| 4.º \| 4 × 400 m \| 3:37.49 \| \| 2011 \| Universiada \| Shenzhen \| 15.º (sf.) \| 400 m \| 54.09 \| \| 2012 \| Campeonato de Europa \| Helsinki \| 10.º (sf.) \| 400 m \| 52.47 \| \| 2012 \| Campeonato de Europa \| Helsinki \| 12.º (s.) \| 4 × 400 m \| 3:38.00 \| \| 2012 \| Juegos Olímpicos \| Londres \| 35.º (s.) \| 400 m \| 53.67 \| \| 2013 \| Campeonato de Europa en Pista Cubierta \| Gotemburgo \| 14.º (s.) \| 400 m \| 53.61 \| \| 2013 \| Campeonato del Mundo \| Moscú \| 17.º (sf.) \| 400 m \| 51.94 \| \| 2014 \| Campeonato de Europa \| Zúrich \| 8.º \| 400 m \| 52.39 \| \| 2015 \| Campeonato de Europa en Pista Cubierta \| Praga \| 16.º (s.) \| 400 m \| 53.80 \| \| 2015 \| Campeonato del Mundo \| Pekín \| 38.º (s.) \| 400 m \| 52.98 \| \| 2016 \| Campeonato de Europa \| Ámsterdam \| 10.º (sf.) \| 400 m \| 52.39 \| \| 2016 \| Campeonato de Europa \| Ámsterdam \| 14.º (s.) \| 4 × 400 m \| 3:33.57 \| \| 2016 \| Juegos Olímpicos \| Río de Janeiro \| 47.º (s.) \| 400 m \| 53.51 \| \| 2017 \| Campeonato de Europa en Pista Cubierta \| Belgrado \| 15.º (sf.) \| 400 m \| 53.80 \| \| 2018 \| Juegos Mediterráneos \| Tarragona \| Medalla de bronce \| 4 × 400 m \| 3:31.54 \| \| 2018 \| Campeonato de Europa \| Berlín \| 11.º (s.) \| 4 × 400 m \| 3:33.18 \| \| 2019 \| Campeonato Europeo por Equipos \| Bydgoszcz \| 11.º \| 400 m \| 54.11 \| \| 2019 \| Campeonato Europeo por Equipos \| Bydgoszcz \| 7.º \| 4 × 400 m \| 3:32.72 \| \| 2021 \| Campeonato de Europa en Pista Cubierta \| Toruń \| 31.º (s.) \| 400 m \| 53.64 \| \| 2021 \| Juegos Olímpicos \| Tokio \| 21.º \| 400 m \| 51.57 \| \| 2021 \| Juegos Olímpicos \| Tokio \| 10.º (s.) \| 4 × 400 m mixto \| 3:13.29 \| \| 2022 \| Campeonato del Mundo \| Eugene \| 13.º (s.) \| 4 × 400 m \| 3:32.87 \| \| 2022 \| Campeonato de Europa \| Múnich \| 8.º \| 4 × 400 m \| 3:29.70 \| | Representando a España \| Año \| Competición \| Sede \| Puesto \| Prueba \| Marca \| \| ---- \| -------------------------------------- \| -------------- \| ----------------- \| --------------- \| ------- \| \| 2009 \| Campeonato de Europa sub-23 \| Kaunas \| 12.º (sf.) \| 400 m \| 54.25 \| \| 2010 \| Campeonato Iberoamericano \| San Fernando \| 11.º (s.) \| 400 m \| 56.05 \| \| 2010 \| Campeonato Iberoamericano \| San Fernando \| 4.º \| 4 × 400 m \| 3:37.49 \| \| 2011 \| Universiada \| Shenzhen \| 15.º (sf.) \| 400 m \| 54.09 \| \| 2012 \| Campeonato de Europa \| Helsinki \| 10.º (sf.) \| 400 m \| 52.47 \| \| 2012 \| Campeonato de Europa \| Helsinki \| 12.º (s.) \| 4 × 400 m \| 3:38.00 \| \| 2012 \| Juegos Olímpicos \| Londres \| 35.º (s.) \| 400 m \| 53.67 \| \| 2013 \| Campeonato de Europa en Pista Cubierta \| Gotemburgo \| 14.º (s.) \| 400 m \| 53.61 \| \| 2013 \| Campeonato del Mundo \| Moscú \| 17.º (sf.) \| 400 m \| 51.94 \| \| 2014 \| Campeonato de Europa \| Zúrich \| 8.º \| 400 m \| 52.39 \| \| 2015 \| Campeonato de Europa en Pista Cubierta \| Praga \| 16.º (s.) \| 400 m \| 53.80 \| \| 2015 \| Campeonato del Mundo \| Pekín \| 38.º (s.) \| 400 m \| 52.98 \| \| 2016 \| Campeonato de Europa \| Ámsterdam \| 10.º (sf.) \| 400 m \| 52.39 \| \| 2016 \| Campeonato de Europa \| Ámsterdam \| 14.º (s.) \| 4 × 400 m \| 3:33.57 \| \| 2016 \| Juegos Olímpicos \| Río de Janeiro \| 47.º (s.) \| 400 m \| 53.51 \| \| 2017 \| Campeonato de Europa en Pista Cubierta \| Belgrado \| 15.º (sf.) \| 400 m \| 53.80 \| \| 2018 \| Juegos Mediterráneos \| Tarragona \| Medalla de bronce \| 4 × 400 m \| 3:31.54 \| \| 2018 \| Campeonato de Europa \| Berlín \| 11.º (s.) \| 4 × 400 m \| 3:33.18 \| \| 2019 \| Campeonato Europeo por Equipos \| Bydgoszcz \| 11.º \| 400 m \| 54.11 \| \| 2019 \| Campeonato Europeo por Equipos \| Bydgoszcz \| 7.º \| 4 × 400 m \| 3:32.72 \| \| 2021 \| Campeonato de Europa en Pista Cubierta \| Toruń \| 31.º (s.) \| 400 m \| 53.64 \| \| 2021 \| Juegos Olímpicos \| Tokio \| 21.º \| 400 m \| 51.57 \| \| 2021 \| Juegos Olímpicos \| Tokio \| 10.º (s.) \| 4 × 400 m mixto \| 3:13.29 \| \| 2022 \| Campeonato del Mundo \| Eugene \| 13.º (s.) \| 4 × 400 m \| 3:32.87 \| \| 2022 \| Campeonato de Europa \| Múnich \| 8.º \| 4 × 400 m \| 3:29.70 \| | Representando a España \| Año \| Competición \| Sede \| Puesto \| Prueba \| Marca \| \| ---- \| -------------------------------------- \| -------------- \| ----------------- \| --------------- \| ------- \| \| 2009 \| Campeonato de Europa sub-23 \| Kaunas \| 12.º (sf.) \| 400 m \| 54.25 \| \| 2010 \| Campeonato Iberoamericano \| San Fernando \| 11.º (s.) \| 400 m \| 56.05 \| \| 2010 \| Campeonato Iberoamericano \| San Fernando \| 4.º \| 4 × 400 m \| 3:37.49 \| \| 2011 \| Universiada \| Shenzhen \| 15.º (sf.) \| 400 m \| 54.09 \| \| 2012 \| Campeonato de Europa \| Helsinki \| 10.º (sf.) \| 400 m \| 52.47 \| \| 2012 \| Campeonato de Europa \| Helsinki \| 12.º (s.) \| 4 × 400 m \| 3:38.00 \| \| 2012 \| Juegos Olímpicos \| Londres \| 35.º (s.) \| 400 m \| 53.67 \| \| 2013 \| Campeonato de Europa en Pista Cubierta \| Gotemburgo \| 14.º (s.) \| 400 m \| 53.61 \| \| 2013 \| Campeonato del Mundo \| Moscú \| 17.º (sf.) \| 400 m \| 51.94 \| \| 2014 \| Campeonato de Europa \| Zúrich \| 8.º \| 400 m \| 52.39 \| \| 2015 \| Campeonato de Europa en Pista Cubierta \| Praga \| 16.º (s.) \| 400 m \| 53.80 \| \| 2015 \| Campeonato del Mundo \| Pekín \| 38.º (s.) \| 400 m \| 52.98 \| \| 2016 \| Campeonato de Europa \| Ámsterdam \| 10.º (sf.) \| 400 m \| 52.39 \| \| 2016 \| Campeonato de Europa \| Ámsterdam \| 14.º (s.) \| 4 × 400 m \| 3:33.57 \| \| 2016 \| Juegos Olímpicos \| Río de Janeiro \| 47.º (s.) \| 400 m \| 53.51 \| \| 2017 \| Campeonato de Europa en Pista Cubierta \| Belgrado \| 15.º (sf.) \| 400 m \| 53.80 \| \| 2018 \| Juegos Mediterráneos \| Tarragona \| Medalla de bronce \| 4 × 400 m \| 3:31.54 \| \| 2018 \| Campeonato de Europa \| Berlín \| 11.º (s.) \| 4 × 400 m \| 3:33.18 \| \| 2019 \| Campeonato Europeo por Equipos \| Bydgoszcz \| 11.º \| 400 m \| 54.11 \| \| 2019 \| Campeonato Europeo por Equipos \| Bydgoszcz \| 7.º \| 4 × 400 m \| 3:32.72 \| \| 2021 \| Campeonato de Europa en Pista Cubierta \| Toruń \| 31.º (s.) \| 400 m \| 53.64 \| \| 2021 \| Juegos Olímpicos \| Tokio \| 21.º \| 400 m \| 51.57 \| \| 2021 \| Juegos Olímpicos \| Tokio \| 10.º (s.) \| 4 × 400 m mixto \| 3:13.29 \| \| 2022 \| Campeonato del Mundo \| Eugene \| 13.º (s.) \| 4 × 400 m \| 3:32.87 \| \| 2022 \| Campeonato de Europa \| Múnich \| 8.º \| 4 × 400 m \| 3:29.70 \| | Representando a España \| Año \| Competición \| Sede \| Puesto \| Prueba \| Marca \| \| ---- \| -------------------------------------- \| -------------- \| ----------------- \| --------------- \| ------- \| \| 2009 \| Campeonato de Europa sub-23 \| Kaunas \| 12.º (sf.) \| 400 m \| 54.25 \| \| 2010 \| Campeonato Iberoamericano \| San Fernando \| 11.º (s.) \| 400 m \| 56.05 \| \| 2010 \| Campeonato Iberoamericano \| San Fernando \| 4.º \| 4 × 400 m \| 3:37.49 \| \| 2011 \| Universiada \| Shenzhen \| 15.º (sf.) \| 400 m \| 54.09 \| \| 2012 \| Campeonato de Europa \| Helsinki \| 10.º (sf.) \| 400 m \| 52.47 \| \| 2012 \| Campeonato de Europa \| Helsinki \| 12.º (s.) \| 4 × 400 m \| 3:38.00 \| \| 2012 \| Juegos Olímpicos \| Londres \| 35.º (s.) \| 400 m \| 53.67 \| \| 2013 \| Campeonato de Europa en Pista Cubierta \| Gotemburgo \| 14.º (s.) \| 400 m \| 53.61 \| \| 2013 \| Campeonato del Mundo \| Moscú \| 17.º (sf.) \| 400 m \| 51.94 \| \| 2014 \| Campeonato de Europa \| Zúrich \| 8.º \| 400 m \| 52.39 \| \| 2015 \| Campeonato de Europa en Pista Cubierta \| Praga \| 16.º (s.) \| 400 m \| 53.80 \| \| 2015 \| Campeonato del Mundo \| Pekín \| 38.º (s.) \| 400 m \| 52.98 \| \| 2016 \| Campeonato de Europa \| Ámsterdam \| 10.º (sf.) \| 400 m \| 52.39 \| \| 2016 \| Campeonato de Europa \| Ámsterdam \| 14.º (s.) \| 4 × 400 m \| 3:33.57 \| \| 2016 \| Juegos Olímpicos \| Río de Janeiro \| 47.º (s.) \| 400 m \| 53.51 \| \| 2017 \| Campeonato de Europa en Pista Cubierta \| Belgrado \| 15.º (sf.) \| 400 m \| 53.80 \| \| 2018 \| Juegos Mediterráneos \| Tarragona \| Medalla de bronce \| 4 × 400 m \| 3:31.54 \| \| 2018 \| Campeonato de Europa \| Berlín \| 11.º (s.) \| 4 × 400 m \| 3:33.18 \| \| 2019 \| Campeonato Europeo por Equipos \| Bydgoszcz \| 11.º \| 400 m \| 54.11 \| \| 2019 \| Campeonato Europeo por Equipos \| Bydgoszcz \| 7.º \| 4 × 400 m \| 3:32.72 \| \| 2021 \| Campeonato de Europa en Pista Cubierta \| Toruń \| 31.º (s.) \| 400 m \| 53.64 \| \| 2021 \| Juegos Olímpicos \| Tokio \| 21.º \| 400 m \| 51.57 \| \| 2021 \| Juegos Olímpicos \| Tokio \| 10.º (s.) \| 4 × 400 m mixto \| 3:13.29 \| \| 2022 \| Campeonato del Mundo \| Eugene \| 13.º (s.) \| 4 × 400 m \| 3:32.87 \| \| 2022 \| Campeonato de Europa \| Múnich \| 8.º \| 4 × 400 m \| 3:29.70 \| |
| Año | Competición | Sede | Puesto | Prueba | Marca |
| --- | --- | --- | --- | --- | --- |
| 2009 | Campeonato de Europa sub-23 | Kaunas | 12.º (sf.) | 400 m | 54.25 |
| 2010 | Campeonato Iberoamericano | San Fernando | 11.º (s.) | 400 m | 56.05 |
| 2010 | Campeonato Iberoamericano | San Fernando | 4.º | 4 × 400 m | 3:37.49 |
| 2011 | Universiada | Shenzhen | 15.º (sf.) | 400 m | 54.09 |
| 2012 | Campeonato de Europa | Helsinki | 10.º (sf.) | 400 m | 52.47 |
| 2012 | Campeonato de Europa | Helsinki | 12.º (s.) | 4 × 400 m | 3:38.00 |
| 2012 | Juegos Olímpicos | Londres | 35.º (s.) | 400 m | 53.67 |
| 2013 | Campeonato de Europa en Pista Cubierta | Gotemburgo | 14.º (s.) | 400 m | 53.61 |
| 2013 | Campeonato del Mundo | Moscú | 17.º (sf.) | 400 m | 51.94 |
| 2014 | Campeonato de Europa | Zúrich | 8.º | 400 m | 52.39 |
| 2015 | Campeonato de Europa en Pista Cubierta | Praga | 16.º (s.) | 400 m | 53.80 |
| 2015 | Campeonato del Mundo | Pekín | 38.º (s.) | 400 m | 52.98 |
| 2016 | Campeonato de Europa | Ámsterdam | 10.º (sf.) | 400 m | 52.39 |
| 2016 | Campeonato de Europa | Ámsterdam | 14.º (s.) | 4 × 400 m | 3:33.57 |
| 2016 | Juegos Olímpicos | Río de Janeiro | 47.º (s.) | 400 m | 53.51 |
| 2017 | Campeonato de Europa en Pista Cubierta | Belgrado | 15.º (sf.) | 400 m | 53.80 |
| 2018 | Juegos Mediterráneos | Tarragona | Medalla de bronce | 4 × 400 m | 3:31.54 |
| 2018 | Campeonato de Europa | Berlín | 11.º (s.) | 4 × 400 m | 3:33.18 |
| 2019 | Campeonato Europeo por Equipos | Bydgoszcz | 11.º | 400 m | 54.11 |
| 2019 | Campeonato Europeo por Equipos | Bydgoszcz | 7.º | 4 × 400 m | 3:32.72 |
| 2021 | Campeonato de Europa en Pista Cubierta | Toruń | 31.º (s.) | 400 m | 53.64 |
| 2021 | Juegos Olímpicos | Tokio | 21.º | 400 m | 51.57 |
| 2021 | Juegos Olímpicos | Tokio | 10.º (s.) | 4 × 400 m mixto | 3:13.29 |
| 2022 | Campeonato del Mundo | Eugene | 13.º (s.) | 4 × 400 m | 3:32.87 |
| 2022 | Campeonato de Europa | Múnich | 8.º | 4 × 400 m | 3:29.70 |

### Marcas personales
| Prueba     | Marca   | Viento | Lugar             | Fecha                |
| ---------- | ------- | ------ | ----------------- | -------------------- |
| 100 metros | 12.24   | + 1.5  | Langenthal        | 30 de mayo de 2019   |
| 200 metros | 23.72   | + 0.6  | La Chaux-de-Fonds | 14 de agosto de 2021 |
| 300 metros | 38.19   | N/A    | Barcelona         | 11 de julio de 2018  |
| 400 metros | 51.08   | N/A    | Berna             | 21 de agosto de 2021 |
| 800 metros | 2:12.09 | N/A    | Valencia          | 27 de abril de 2013  |

| Prueba     | Marca | Lugar      | Fecha                 |
| ---------- | ----- | ---------- | --------------------- |
| 200 metros | 24.51 | Magglingen | 3 de febrero de 2018  |
| 300 metros | 38.06 | Metz       | 10 de febrero de 2019 |
| 400 metros | 52.74 | Madrid     | 21 de febrero de 2021 |